# Шаля (Словаччина)
Шаля (до 1927 року Шаля над Вагом, словац. Šaľa nad Váhom словац. Šala, угор. Vágsellye, нім. Schala, Schelle) — місто, центр округу Шаля, Нітранський край, Словаччина.

## Географія
Протікають річка Ваг і канал Заярч'є.

## Історія
Місто є одне з найстарших міст у Словаччині та відоме як місце археологічних розкопок. Тут, у річковому галечнику знайдена лобова кістка дорослого неандертальця. Перша письмова згадка поселення зроблена у 1002 році. В 1536 році Фердінанд I надав Шалі статус міста. У XIX сторіччі Шаля стала адміністративним центром прилеглих земель. З 1850 рока Шаля зв'язана залізницею з Будапештом та Віднем. Після другої світової війни на розвіток міста найбільше вплинуло будівництво хімічного завод Дусло Шаля.

### Походження назви
Правдоподібно від з лат. salis — сіль. Це місце могло бути відоме з VIII-го століття (в часи Великої Моравії), як склад для солі на маршруті Гальштат (соляна шахта в сьогоднішній Австрії) — Нітра при перетині Вага. Схожим чином, Солнок (Угорщина) був на соляному маршруті Нітра — Трансільванія (соляна шахта).

## Населення
| Рік:            | 1994.  | 2004.   | 2014.   | 2024.    |
| --------------- | ------ | ------- | ------- | -------- |
| Кількість осіб: | 25 284 | 24 506  | 22 938  | 19 934   |
| Різниця:        |        | -3,07 % | -6,39 % | -13,09 % |

| Рік:            | 2023.  | 2024.   |
| --------------- | ------ | ------- |
| Кількість осіб: | 20 239 | 19 934  |
| Різниця:        |        | -1,50 % |

### Етнічний склад населення
У 2011 року:
- Словаки: 16 295 (69 %)
- Чехи: 2 804 (12 %)
- Не визначились: 4 162 (18 %)

### Релігійний склад населення
- Римо-католики: 66.6 %
- Протестанти: 4.0 %
- Атеїсти або не визначились: 23.6 %

## Міжнародне співробітництво
Шаля має наступні міста-побратими:
- Конське, Польща
- Кугмо, Фінляндія
- Могилів-Подільський, Україна
- Орослань, Угорщина
- Тельч, Чехія